# Vương Thục phi (Hậu Đường Minh Tông)
Vương Thái phi (chữ Hán: 王太妃; ?- 23 tháng 6 năm 947), thường được gọi bằng tước hiệu lúc còn là phi tần là Vương Thục phi (王淑妃), là một phi tần của Hậu Đường Minh Tông Lý Tự Nguyên. Trong thời gian trị vì của Hậu Đường Minh Tông, bà là một sủng phi có ảnh hưởng lớn trong việc trị quốc của hoàng đế. Sau khi cả Hậu Đường và triều đại kế thừa là Hậu Tấn bị tiêu diệt, dưỡng tử của bà là Lý Tòng Ích bị quân Liêu buộc phải xưng đế. Cuối cùng, bà và Lý Tòng Ích bị Hậu Hán Cao Tổ Lưu Tri Viễn sát hại.

## Thân thế
Bà xuất thân trong một gia đình làm bánh ở Bân châu. Do có sắc đẹp nên bà có hiệu là "Hoa Kiến Tu" (花見羞, "hoa thấy thì thẹn"). Khi còn thiếu niên, bà được bán vào nhà tướng Lưu Tầm (劉鄩) của Hậu Lương để làm người hầu, được Lưu Tầm cho rất nhiều tiền. Sau khi Lưu Tầm qua đời vào năm 921, bà không có nơi nào để về.

## Thời Hậu Đường

### Thời Hậu Đường Trang Tông
Hậu Đường sau đó thay thế triều Hậu Lương, khi Hạ phu nhân của tướng và thân vương Hậu Đường là Lý Tự Nguyên qua đời, người này tìm kiếm thêm thiếp. Có người nói với thân tín An Trọng Hối (安重誨) của Lý Tự Nguyên về Vương thị, An Trọng Hối xin Lý Tự Nguyên nạp bà làm thiếp. Do vẫn còn nhiều tiền do Lưu Tầm tặng cho, bà dùng chúng để tặng lại cho thân tín và dâu của Lý Tự Nguyên, người người trong phủ đều khen ngợi bà, Lý Tự Nguyên càng thêm yêu mến. Chính thất của Lý Tự Nguyên là Tào thị là người thích cuộc sống đơn giản, thường tránh xa các công việc, do vậy Vương thị chuyên sủng.

### Thời Hậu Đường Minh Tông
Hậu Đường Trang Tông bị sát hại trong cuộc binh biến tại kinh thành Lạc Dương vào năm 926, Lý Tự Nguyên xưng đế. Đến ngày Giáp Tuất (27) tháng 1 năm Mậu Tý (21 tháng 2 năm 928), ông lập Sở quốc phu nhân Tào thị làm Thục phi, và lập Hàn Quốc phu nhân Vương thị làm Đức phi. Hậu Đường Minh Tông cho bà nuôi dưỡng ấu tử Lý Tòng Ích và một hoàng nữ mà về sau được phong làm Vĩnh An công chúa.
Tháng 2 ÂL năm đó, Xu mật sứ Khổng Tuần (孔循) ngỏ ý muốn con gái của mình kết hôn với một hoàng tử, ngầm khiển người nhờ cậy Vương đức phi. Vương Đức phi thỉnh với Hậu Đường Minh Tông cưới người con gái này cho Lý Tòng Hậu (Hạ phu nhân sinh), Hậu Đường Minh Tông chấp thuận.
Năm 930, Hậu Đường Minh Tông chuẩn bị lập Tào Thục phi làm hoàng hậu, Tào Thục phi nói với Vương Đức phi: "Ta vốn chán việc rườm rà, ghét việc phải tiếp đối, muội hãy thay ta" Vương Đức phi nói: "Trung cung địch ngẫu chí tôn, ai dám can dự vào?", Sau đó, Hậu Đường Minh Tông lập Tào thị làm hoàng hậu. Vương Đức phi xử sự cung cẩn với Hậu Đường Minh Tông và Tào hoàng hậu, Tào hoàng hậu rất có cảm tình. Tuy vậy, việc trong cung đều do Vương Đức phi làm chủ. Bà khá xa xỉ so với thu nhập của triều đình khi đó, dùng gấm bên ngoài kho để làm thảm. An Trọng Hối khuyến gián, dẫn Lưu hậu của Hậu Đường Trang Tông để khuyên răn, do vậy Vương Đức phi oán An Trọng Hối. Vương Đức phi và hoạn quan Mạnh Hán Quỳnh (孟漢瓊) nhiều lần chỉ trích An Trọng Hối.
Cũng trong năm 930, An Trọng Hối vốn có thù oán với dưỡng tử của Hậu Đường Minh Tông là Tiết độ sứ Lý Tòng Kha, do vậy xui khiến Nha nội chỉ huy sứ Dương Ngạn Ôn (楊彥溫) tiến hành binh biến chống Lý Tòng Kha. Sau đó, An Trọng Hối lấy cớ này để thuyết phục Hậu Đường Minh Tông giết hoặc phạt nặng Lý Tòng Kha. Tuy nhiên, nhờ được Vương Đức phi che chở nên Lý Tòng Kha được miễn.
Ngày Tân Mão (3) tháng 4 năm Tân Mão (23 tháng 4 năm 931), Hậu Đường Minh Tông thăng Vương Đức phi làm Thục phi. Cũng trong năm đó, tin vào cáo buộc của Phượng Tường tiết độ sứ Chu Hoằng Chiêu (朱弘昭) là An Trọng Hối mưu phản, Hậu Đường Trang Tông giết An Trọng Hối. Sau khi An Trọng Hối mất, Vương Thục phi và Mạnh Hán Quỳnh củng cố thêm địa vị trong triều. Vương Thục phi nhớ đến ân xưa của Lưu Tuần, do vậy bà cố gắng để chư tử của Lưu Tuần đều được phong bái quan tước.
Đến khi Hậu Đường Minh Tông lâm trọng bệnh, Tần vương Lý Tòng Vinh cố gắng đoạt quyền song bị đánh bại và bị giết. Vương Thục phi và Mạnh Hán Quỳnh được thuật là tham gia vào các hành động chống Lý Tòng Vinh. Đến khi Hậu Đường Minh Tông qua đời cuối năm 933, Lý Tòng Hậu kế vị.

### Thời Lý Tòng Hậu và Lý Tòng Kha
Sau khi Lý Tòng Hậu trở thành hoàng đế, Tào hoàng hậu được tôn làm Thái hậu. Không lâu sau, thê của Mã quân đô chỉ huy sứ Chu Hồng Thực (朱洪實) nhập cung, và nói chuyện với nhũ mẫu của Lý Tòng Ích là ty y Vương thị về Lý Tòng Vinh. Vương thị bảo vệ cho các hành động của Lý Tòng Vinh và chỉ ra rằng Lý Tòng Vinh khi trước đối đãi tốt với Chu Hồng Thực. Chu Hồng Thực nghe thấy thế thì sợ hãi và báo lại sự việc cho Lý Tòng Hậu, ngoài ra còn tấu lên việc Vương thị tư thông với Lý Tòng Vinh. Lý Tòng Hậu sau đó ban chết cho Vương thị. Sự việc liên lụy đến Vương Thục phi do Lý Tòng Ích do bà nuôi dưỡng, ngoài ra bà vốn xem trọng Lý Tòng Vinh, Lý Tòng Hậu do vậy nghi ngờ bà. Lý Tòng Hậu muốn chuyển bà đến Chí Đức cung (至德宮), song vì Tào Thái hậu và Vương Thục phi vốn thân tình, sợ rằng việc này gây tổn hại đến Thái hậu nên ngưng lại, song đối đãi với bà hết sức bạc bẽo. Ngày Giáp Dần (13) tháng 1 nhuận năm Giáp Ngọ (1 tháng 3 năm 934), Lý Tòng Hậu tôn Vương Thục phi là Thái phi.
Không lâu sau, Phượng Tường tiết độ sứ Lý Tòng Kha và Hà Đông tiết độ sứ Thạch Kính Đường lật đổ Hậu Đường Mẫn Đế, Lý Tòng Kha trở thành hoàng đế. Tào Thái hậu và Vương Thái phi tiếp tục giữ tước vị, song Lý Tòng Kha giết Mạnh Hán Quỳnh vì cho rằng người này tham gia vào âm mưu chống lại ông ta.
Trong một lần Lý Tòng Kha tổ chức tiệc rượu tại phi viện của Vương Thái phi, bà đề nghị được cạo đầu làm ni cô, khiến Lý Tòng Kha chấn động và hỏi bà nguyên do. Bà khóc và giải thích rằng sợ Lý Tòng Ích xảy ra chuyện. "Tiểu nhi có thể bất chợt có chuyện ảnh hưởng đến mạng sống, nếu đại nhân không dung thì tất sẽ có ngày chết, sao có thể diện kiến Tiên đế". Lý Tòng Kha nghe thấy vậy cũng cảm thấy bi thương, đối đãi tốt với bà.
Năm 936, Thạch Kính Đường nổi dậy, cùng Hoàng đế Khiết Đan Da Luật Đức Quang đánh bại quân Hậu Đường, sau đó tiến về Lạc Dương. Lý Tòng Kha cho rằng tình hình là vô vọng nên tập hợp các thành viên trong tông thất và các trung thần để cùng tự thiêu. Vương Thái phi cố gắng thuyết phục Tào Thái hậu (là nhạc mẫu của Thạch Kính Đường), không tham gia vào việc tự thiêu. Tào thái hậu từ chối song khuyên Vương Thái phi cố gắng sống sót. Vương Thái phi đem Lý Tòng Ích và Vĩnh An công chúa trốn trong cầu trường. Thạch Kính Đường sau đó đến Lạc Dương và nắm quyền cai quản đế chế.

## Thời Hậu Tấn
Sau khi Hậu Tấn được thành lập, Vương Thái phi lại thỉnh cầu được làm ni cô, song Hậu Tấn Cao Tổ không chấp thuận và chuyển bà đến Chí Đức cung. Sau khi Hậu Tấn Cao Tổ thiên đô từ Lạc Dương đến Khai Phong trong năm 937, Vương Thái phi và Lý Tòng Ích cũng chuyển đến Khai Phong và sống trong cung, Lý hoàng hậu(con của Hậu Đường Minh Tông và Tào hoàng hậu) của Hậu Tấn Cao Tổ đích thân nuôi dưỡng Lý Tòng Ích và đối đãi với Vương Thái phi như mẹ. Năm 939, Hậu Tấn Cao Tổ phong Lý Tòng Ích làm Tuân quốc công, thờ năm vị hoàng đế Đường.
Hậu Tấn Cao Tổ qua đời năm 942, kế vị là Thạch Trọng Quý. Sau khi Thạch Trọng Quý tức vị, Vương Thái phi và Lý Tòng Ích trở về Lạc Dương. Năm 946, Hoàng đế Khiết Đan Da Luật Đức Quang nam hạ, Thạch Trọng Quý đầu hàng, triều Hậu Tấn kết thúc.

## Sau khi Hậu Tấn bị tiêu diệt
Da Luật Đức Quang tiến vào Khai Phong, và tuyên bố ông là hoàng đế của Trung Quốc. Đương thời, thê tử của Triệu Diên Thọ (cựu tướng Hậu Tấn song phục vụ cho Liêu từ khi bị Da Luật Đức Quang bắt) qua đời, Liêu Thái Tông Da Luật Đức Quang do vậy muốn gả Vĩnh An công chúa cho Triệu Diên Thọ làm kế thất khi Vương Thái phi đến Khai Phong hội lễ. Liêu Thái Tông trông thấy bà thì nói rằng từng kết huynh đệ với Hậu Đường Minh Tông, bái bà làm 'tẩu'. Con của Lý Tuần là Lưu Toại Ninh (劉遂寧) trước đó nhờ bà xin cho quan tước, bà chấp thuận. Liêu Thái Tông phong Lý Tòng Ích là Hứa vương, Uy Tín tiết độ sứ; phong cho Lưu Toại Ninh làm An Viễn tiết độ sứ. Vương thục phi cho rằng Lý Tòng Ích còn quá nhỏ tuổi nên từ chối, và trở về Lạc Dương.
Do xảy ra nhiều cuộc nổi dậy, Liêu Thái Tông quyết định trở về phía bắc, để Tiêu Hàn (蕭翰) lưu thủ Khai Phong. Liêu Thái Tông qua đời trên đường đi, khiến Liêu rơi vào nội chiến giành quyền kế vị. Bản thân Tiêu Hàn muốn từ bỏ Khai Phong, đặc biệt là khi cựu tướng Hậu Tấn là Lưu Tri Viễn đang đem quân hướng về Lạc Dương và Khai Phong, tuy nhiên Tiêu Hàn cũng sợ rằng đương thời Trung Nguyên vô chủ đại loạn, nếu từ bỏ Khai Phong về bắc thì không an toàn. Tiêu Hàn khiển Cao Mô Hàn (高謨翰) đến Lạc Dương với danh nghĩa Liêu Thái Tông, mời Vương Thái phi và Lý Tòng Ích đến thành Đại Lương ở Khai Phong. Vương Thái phi và Lý Tòng Ích trốn tại Huy lăng (lăng mộ của Hậu Đường Trang Tông), song bất đắc dĩ phải ra. Khi họ đến thành Đại Lương, Tiêu Hàn lập Lý Tòng Ích làm hoàng đế, cùng các tù trưởng vái lậy. Tiêu Hàn để lại một nghìn quân Yên phòng thủ Khai Phong. Đến ngày Nhâm Dần (18) tháng 5 năm Đinh Mùi (9 tháng 6 năm 947), Tiêu Hàn đem quân về bắc.
Vương Thái phi nhận ra rằng bà và Lý Tòng Ích ở vào tình thế nguy hiểm, và khi bá quan đến yết kiến, bà khóc và nói, "Mẫu tử ta đơn nhược như thế này, song chư công lại suy tôn bọn ta thì là họa cho nhà các người đó!" Vương Thái phi cố gắng củng cố phòng thủ Khai Phong khi khiển sứ triệu Quy Đức tiết độ sứ Cao Hành Chu (高行周) và Hà Dương tiết độ sứ Vũ Hành Đức (武行德), song cả hai đều không đến. Vương Thái phi sợ hãi, triệu đại thần bàn thảo, nói: "Mẫu tử ta bị Tiêu Hàn ép buộc, nay rõ ràng sẽ diệt vong. Chư công vô tội, nên sớm nghênh tân chủ để tự cầu thêm phúc. Đừng suy nghĩ về mẫu tử ta!" các triều thần đều cảm động và không ai dời đi. Sau đó, có người chủ trương chống Lưu Tri Viễn, cho rằng nếu có thể cầm cự được một tháng thì quân Liêu tất sẽ đến cứu. Vương Thái phi cho rằng kháng cự là vô ích, khiến người dân Khai Phong bất hạnh, và do vậy quyết định đầu hàng. Do đó, bà yêu cầu Lý Tòng Ích dùng tước Lương vương dâng biểu xưng thần và nghênh Lưu Tri Viễn đến Khai Phong, họ ra khỏi cung điện và ở trong tư đệ.
Ngày Bính Thìn (3) tháng 6 (23 tháng 6), Lưu Tri Viễn tiến vào Lạc Dương, mệnh Trịnh châu phòng ngự sứ Quách Tòng Nghĩa (郭從義) đến thành Đại Lương trước với mật lệnh giết Lý Tòng Ích và Vương Thái phi. Đối mặt với cái chết, Vương Thái phi nói: "Con ta là do Khiết Đan lập, có tội gì mà phải chết? Sao không giữ lại để mỗi năm vào tiết Hàn thực, nó có thể cúng một chén lúa mì cho Minh Tông?" người nghe rớt nước mắt.